# محوطه کلو شل
محوطه کلو شل مربوط به دوره اشکانیان است و در شهرستان سلسله (الشتر)، بخش فیروزآباد، دهستان فیروزآباد، ۷۰۰ متری شمال شرق روستای ژیرتنگ خیاط واقع شده و این اثر در تاریخ ۳۰ بهمن ۱۳۸۶ با شمارهٔ ثبت ۲۱۱۲۰ به‌عنوان یکی از آثار ملی ایران به ثبت رسیده است.